# Pararrhaptica perkinsiana
Pararrhaptica perkinsiana là một loài bướm đêm thuộc họ Tortricidae. Nó là loài đặc hữu của Molokai và Maui. Đây là loài đặc trưng của chi Pararrhaptica.